# Geraldine Hughes

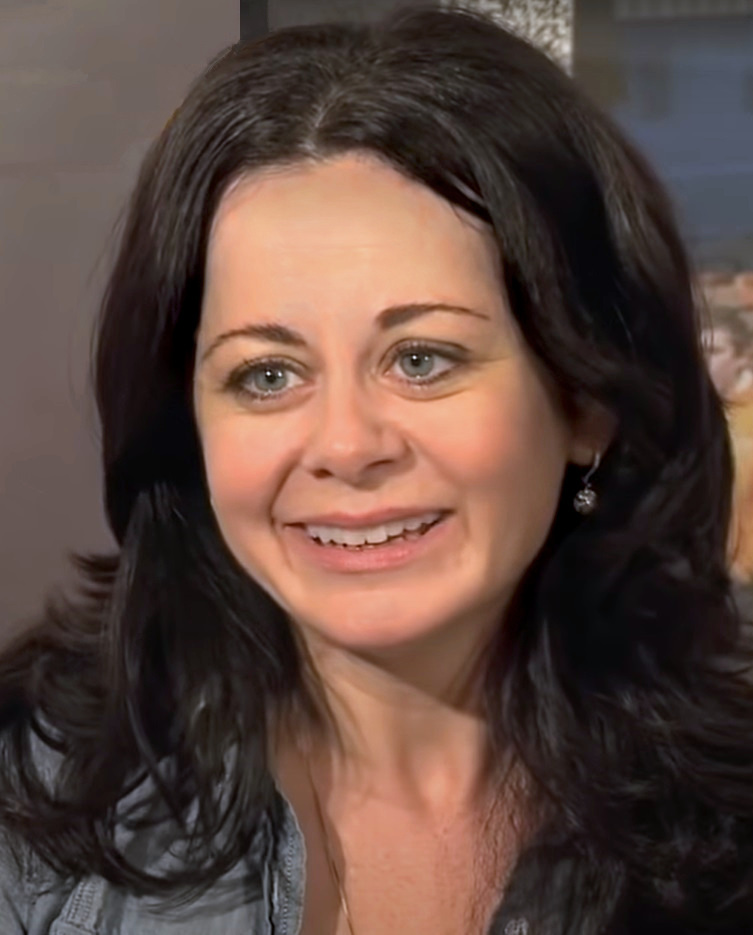
Geraldine Hughes (2013)

Geraldine Hughes (* 1970 in West Belfast) ist eine nordirische Schauspielerin. Hughes trat in Filmen wie Duplex, Rocky Balboa und Gran Torino auf. Sie spielte auch die Rolle der Mary Todd Lincoln in Killing Lincoln.

## Leben
Hughes wurde 1970 in den Divis Flats in Belfast, Nordirland, während des Nordirlandkonflikts in einen katholischen Haushalt geboren. Weil sie während des Nordirlandkonflikts aufwuchs, lebte Hughes in ihrer Kindheit in einem Kriegsgebiet. Sie nahm am Drama-Club ihrer Schule teil. Als Kind sprach Hughes nie über die Schrecken, die sie in Belfast erlebt hatte. Hughes verließ Belfast im Alter von 18 Jahren. Sie lebte 16 Jahre in Los Angeles und zog dann nach New York City.
Nachdem Hughes im Alter von 14 Jahren für ihre Rolle in dem Film Children of the Crossfire (1984) ausgewählt worden war, verbrachte sie ihren ersten Sommer in den USA. Sie hatte keine schauspielerische Erfahrung außerhalb des Schauspielclubs ihrer Schule, als sie ihre Rolle als Mary in dem Film annahm.
In Belfast ging Hughes in den 1980er Jahren in die St. Louis Louise Comprehensive School. Später besuchte sie die University of California in Los Angeles (UCLA) – mit einem privaten Stipendium von jenen Personen bedacht, die mit ihr am Film Children of the Crossfire zusammengearbeitet hatten. Während diese Menschen ihre Studiengebühren bezahlten, bezahlte sie selbst ihre Lebenshaltungskosten. Hughes schloss die Universität mit einem BA der School of Theatre, Film and TV ab. 2009 verlieh die Queens University in Belfast Hughes eine Ehrendoktorwürde für ihre Verdienste um die Schauspielkunst.
Nach einer Theateraufführung wurde Hughes von einem Casting-Regisseur kontaktiert und gebeten, für ihre wohl bekannteste Rolle der Marie in Rocky Balboa (2006) vorzusprechen. Hughes war und ist im Bereich der Darstellenden Künste tätig. In jüngerer Zeit spielte sie ein von ihr selbst geschriebenes Solo-Stück namens Belfast Blues. Das ist ein Theaterstück, in dem sie ihre Erfahrungen aus ihrem Leben in Belfast beschreibt und aufarbeitet. Die Aufführungen dieses Stücks sind „allen Kindern gewidmet, die in Konfliktgebieten leben“.

## Filmografie (Auswahl)
- 2006: Rocky Balboa
- 2008: Gran Torino

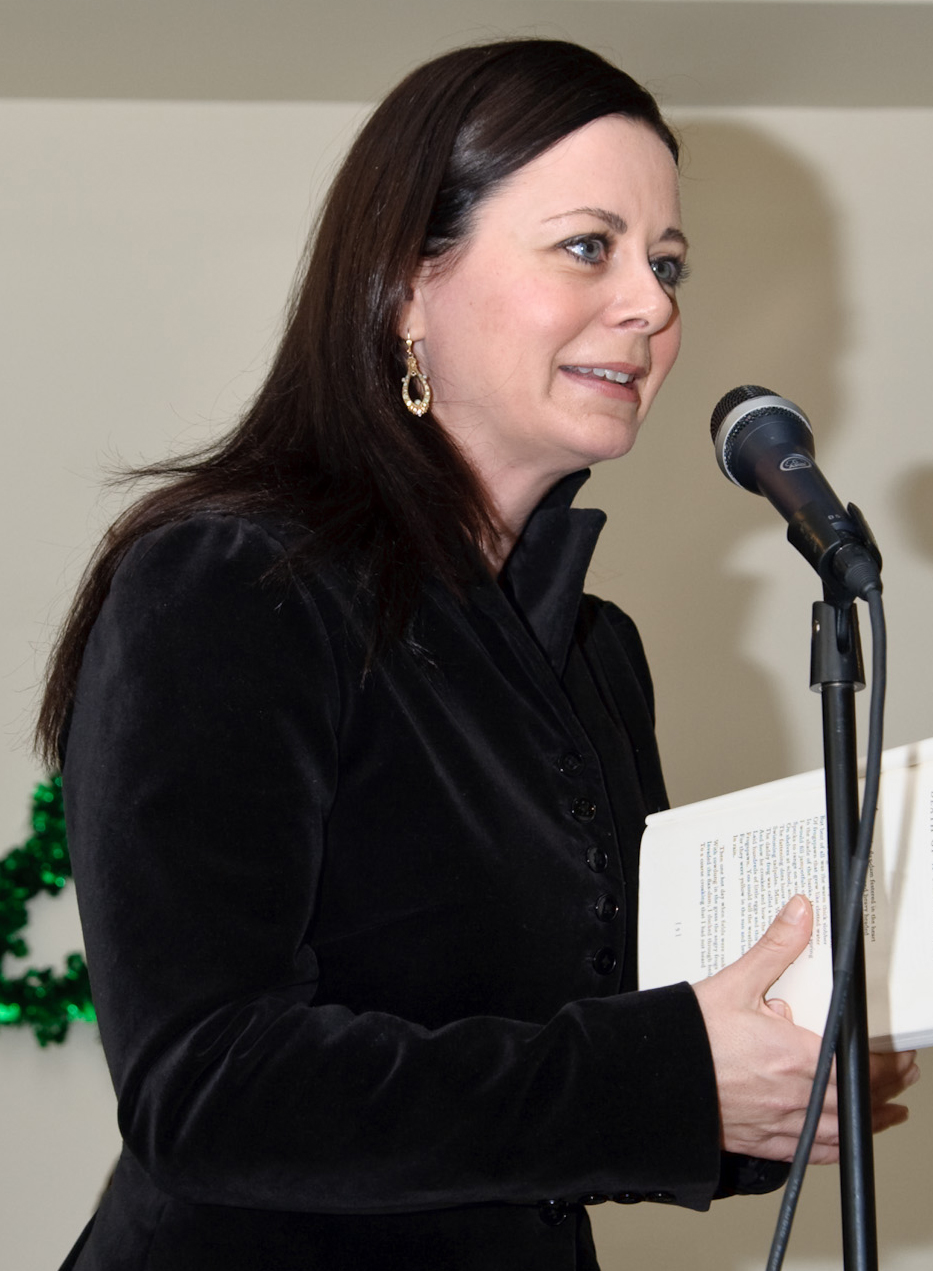
Geraldine Hughes (2009)

- 2013: Tom Hanks: Die Lincoln-Verschwörung (Killing Lincoln)
- 2017: The Book of Henry
- 2020: Nine Days